# HEROSHOW
『HEROSHOW』は、2015年にきりゅう映画祭で上映された短編映画。
映画祭の企画募集から決定し制作された作品。

## あらすじ
舞台は桐生が岡遊園地。お客さんが全く入らないのに低予算のヒーローショーを続ける主人公英雄(白洲 迅)。夏のある日、そんな桐生が岡遊園地に悪の秘密結社が世界征服のために攻め込んでくることを知る。しかし、遊園地の集客アップができるかもしれないと英雄と遊園地の従業員たちは悪の秘密結社との決戦当日をイベントとして利用しようと計画する。世界が滅ぶかもしれないという現実から目を逸らし、英雄と遊園地の従業員たちは桐生市の人達を巻き込みながら桐生のご当地ヒーロー「ジュバン」をパワーアップしていく。集客アップの為にイベントを成功させたい遊園地の従業員たちと両者の思惑はすれ違ったまま決戦当日を迎える…。
倒産しそうな遊園地を舞台に、桐生の人たちの人情劇を描くドタバタハートフルコメディ。

## キャスト
- 白洲 迅
- まなこ
- マギー司郎

## スタッフ
- 監督・脚本：近藤 巧
- プロデューサー：八木佑介
- 撮影：斎藤卓行

## 受賞歴
- LOS ANGELES ASIA PACIFIC FILM FESTIVA] (作品賞ノミネート)
- NEW FILM MAKERS LOS ANGELES (作品賞ノミネート)
- TSUTAYA TV INDEPENDENT FILM PROGRAM (優秀作品賞)